# Nyon-St.Cergue Rétro
 (décembre 2023).

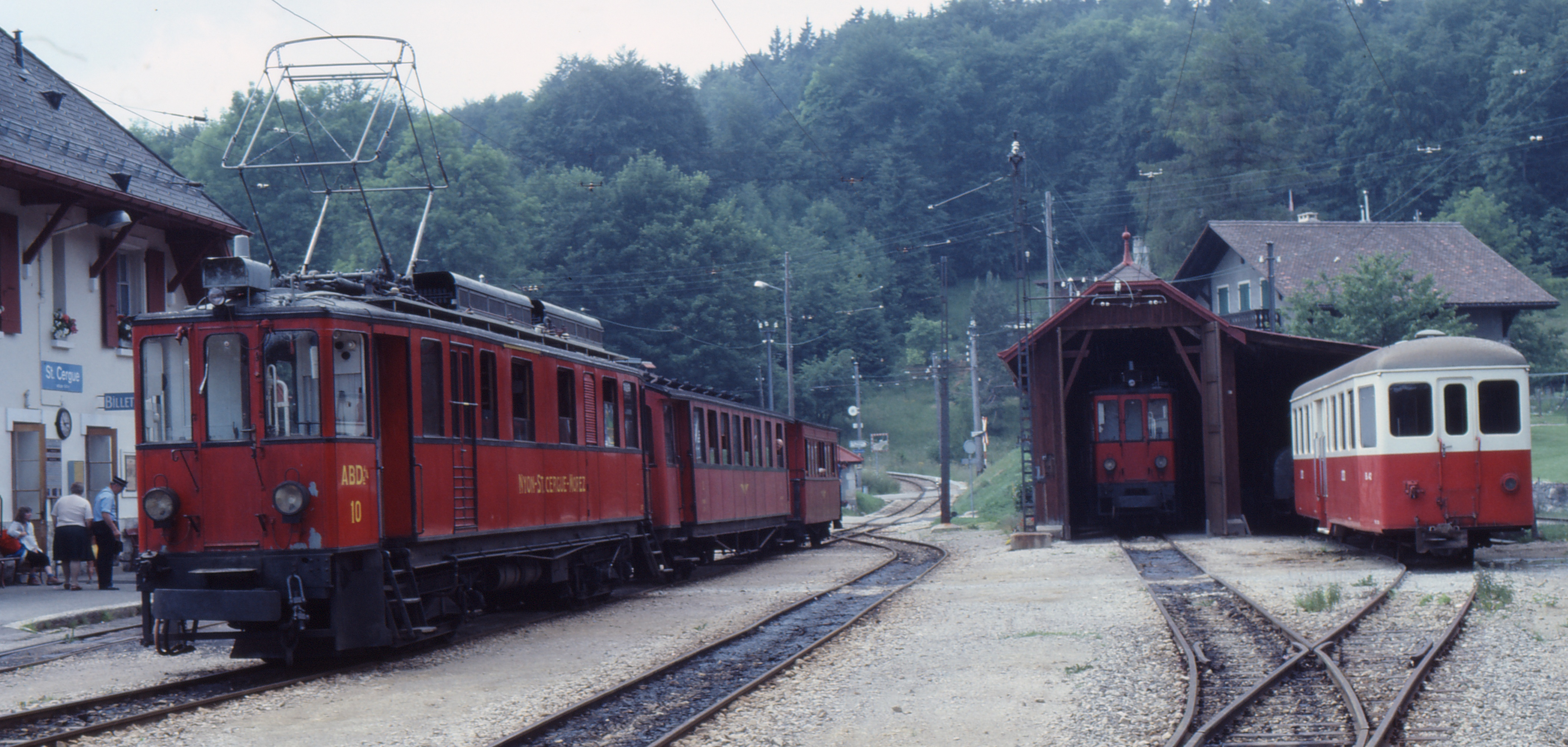
L'ABDe 4/4 10 (à gauche) en gare de Saint-Cergue en 1983. Tout à droite, la B4 n°42 ex-BTI.

Nyon-St.Cergue Rétro est une association suisse.
Elle a été créée en 2008 avec pour but de rapatrier une ancienne automotrice du chemin de fer Nyon-Saint-Cergue-Morez (NStCM) depuis le chemin de fer de la Mure, de la restaurer, puis de la faire rouler sur sa ligne d'origine.

## Matériel roulant
Le Conseil départemental de l'Isère, propriétaire des quatre automotrices cédées en 1986 et 1992 au chemin de fer de la Mure, a rétrocédé à l'association l'ABDe 4/4 10 de 1918. Cette motrice, ainsi que sa sœur jumelle numérotée 11, ont successivement été immatriculées CFZe 4/4, BCZe 4/4, BCFe 4/4, ABFe 4/4, ABDe 4/4, et enfin BDe 4/4 avec la suppression de la 1re classe en 1986.
Il était initialement prévu de rapatrier l'automotrice ABDe 4/4 5 de 1916, mais cette dernière ayant été modifiée pour la ligne de La Mure (bandages des roues profilés, pantographe changé, projecteur supérieur changé, livrée rafraîchie), a finalement été laissée sur place. La 10 n'a quant à elle jamais roulé en service régulier sur le SGLM et ses bandages n'ont donc pas subi de reprofilage.
L'ancien wagon couvert G 36 du NStCM est aussi préservé par l'association. C'est l'ancien K 36 construit en 1924 et livré à la compagnie du chemin de fer Morez-La Cure, cette compagnie exploitant la partie française de la ligne.
Le chemin de fer-Musée Blonay-Chamby possède une ancienne voiture de la série dite impériale. Il est possible qu'elle soit prêtée à l'association pour composer un train avec l'automotrice restaurée.[réf. nécessaire]

## Retour
Le 21 avril 2010, l'ABDe 4/4 10 faisait son grand retour en Suisse. Une grande étape a été franchie.[non neutre]

## Échéance
L'association s'est donné jusqu'en 2016, année jubilaire du centenaire du NStCM, pour rendre l'automotrice apte à circuler. En août 2019, la rénovation n'a pas encore été terminée.